# ダーレン・アナヤ
ダーレン・アナヤ（Darlene Anaya　1961年8月20日- ）は、アメリカ合衆国アルバカーキ出身の柔道選手。階級は48kg級。

## 人物
1982年の世界選手権48kg級で7位になった。1983年のパンアメリカン競技大会では優勝を飾った。1984年にウィーンで開催となった世界選手権では銅メダルを獲得した。1987年のパンアメリカン競技大会では3位だった。世界選手権では5位となった。引退後はアルバカーキの警察で幼児虐待の取り締まりなどにあたっていた。2012年からはニューメキシコ州の司法基準委員会の調査官に就任した。

## 主な戦績
- 1981年 - アメリカ国際　優勝
- 1982年 - イギリス国際　3位
- 1982年 - 世界選手権　7位
- 1983年 - パンアメリカン競技大会　優勝
- 1983年 - イギリス国際　3位
- 1983年 - アメリカ国際　優勝
- 1984年 - 世界選手権　3位
- 1985年 - アメリカ国際　3位
- 1986年 - アメリカ国際　3位
- 1987年 - パンアメリカン競技大会　3位
- 1987年 - 世界選手権　5位